# Parafia Świętych Piotra i Pawła Apostołów w Psarach
Parafia Świętych Piotra i Pawła Apostołów – parafia rzymskokatolicka w Psarach należąca do dekanatu będzińskiego – św. Jana Pawła II, diecezji sosnowieckiej.
Utworzona w 1953 roku.

## Proboszczowie
1. 1953-1957 – ks. Paweł Janda,
2. 1957-1962 – ks. Stanisław Grunwald,
3. 1962-1985 – ks. Władysław Antkiewicz,
4. 1985-2002 – ks. Stanisław Oleszczyk,
5. 2002-2009 – ks. Włodzimierz Sęk,
6. od 2009 – ks. Jan Piekarski[1].